# Los lirios del campo

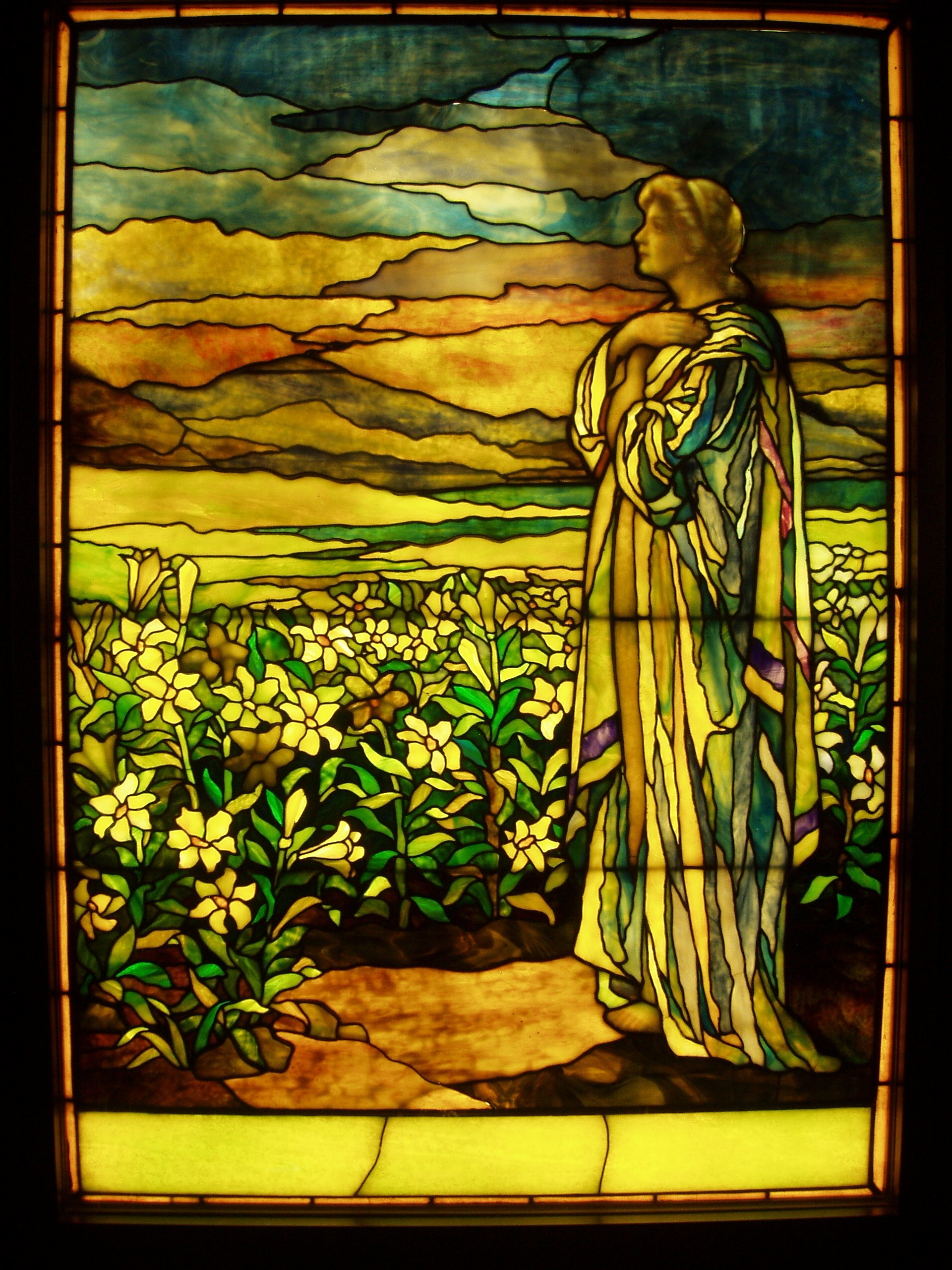
Campo de Lirios - Estudios Tiffany, c. 1910

Los Lirios del campo (también referido a como Los pájaros del Cielo) es un discurso de Jesús que se narra en los Evangelios de Mateo y Lucas, y en el apócrifo de Tomás.
En Mateo 6:24–33 se puede leer:

- Nadie puede servir a dos señores, porque aborrecerá a uno y amará al otro, o bien, se interesará por el primero y menospreciará al segundo. No se puede servir a Dios y al Dinero.
- Por eso os digo: No os inquietéis por vuestra vida, pensando qué vais a comer, ni por vuestro cuerpo, pensando con qué os vais a vestir. ¿No vale acaso más la vida que la comida y el cuerpo más que el vestido?
- Mirad los pájaros del cielo: ellos no siembran ni cosechan, ni acumulan en graneros, y sin embargo, vuestro Padre celestial los alimenta. ¿No valéis vosotros acaso más que ellos?
- ¿Quién de vosotros, por mucho que se preocupe, puede añadir un solo instante al tiempo de su vida?
- ¿Y por qué os inquietáis por el vestido? Mirad los lirios del campo, cómo crecen no se fatigan ni hilan.
- Yo os aseguro que ni Salomón, en el esplendor de su gloria, se vistió como uno de ellos.
- Si Dios viste así la hierba de los campos, que hoy existe y mañana será echada al fuego, ¡cuánto más hará por vosotros, hombres de poca fe!
- No os inquietéis entonces, diciendo: «¿Qué comeremos, qué beberemos, o con qué nos vestiremos?».
- Son los gentiles los que se afanan por estas cosas. El Padre que está en el cielo sabe bien lo que vosotros necesitáis.
- Buscad primero el Reino y su justicia, y todo lo demás se os dará por añadidura.
- No os preocupéis por el día de mañana; el mañana se preocupará de sí mismo. A cada día le basta con su inquietud.

## Comentario
San Agustín dice que la parábola debería de ser tomada en serio y no como una alegoría. Su significado se establece claramente, ...Buscad primero el reino de Dios, y su justicia; y todas estas cosas se os darán por añadidura.

El filósofo danés Søren Kierkegaard (1813-1855) se refiere a menudo a Mateo 6:26. Para él los pájaros del aire y los lirios del campo representan maestros de alegría religiosa, una valoración de que hay un hoy. Para él aprender alegría era aprender a dejar ir el mañana, no en el sentido de fracasar al planificar o prevenirse, sino prestando atención a las tareas cotidianas sin saber qué  habrán significado.
La preocupación mundana siempre busca llevar a un ser humano a la inquietud de comparaciones, lejos de la elevada calma de los pensamientos simples. ... La invitación a aprender de los lirios no debe ser bienvenida por todos ... A medida que aumenta la habilidad y la ocupación, cada generación gana cada vez más su vida útil en las bajas regiones subterráneas de Comparaciones. De hecho, así como los mineros nunca ven la luz del día, así estas personas infelices nunca llegan a ver la luz: esos pensamientos edificantes y sencillos, esos primeros pensamientos acerca de lo glorioso que es ser un ser humano.
M. Conrad Myers ve en la referencia a Salomón y toda su gloria un eco sutil del Eclesiastés Miré yo luego todas las obras que habían hecho mis manos, y el trabajo que tomé para hacerlas; y he aquí, todo era vanidad y aflicción de espíritu, y sin provecho debajo del sol.
Se han hecho varios tentativas para identificar el tipo concreto de flor, aunque G.E. Post sugiere que "el lirio" es cualquiera del amplio surtido de las flores silvestres.